# بوریس آرونوف
بوریس آرونوف (به انگلیسی: Boris Aronov) (زاده ۱۳ مارس ۱۹۶۳) یک دانشمند رایانه است که در حال حاضر استاد دانشکده مهندسی تندن، دانشگاه نیویورک است. حوزه اصلی تحقیقات او هندسه محاسباتی است. او پژوهشگر اسلون است.
آرونوف مدرک کارشناسی خود را در رشته علوم رایانه و ریاضیات در سال ۱۹۸۴ از کالج کوئینز، دانشگاه سیتی نیویورک به دست آورد. او تحصیلات تکمیلی خود را در مؤسسه علوم ریاضی کورانت دانشگاه نیویورک ادامه داد و در سال ۱۹۸۶ مدرک کارشناسی ارشد و دکترای خود را دریافت کرد. در سال ۱۹۸۹ به سرپرستی میچا شریر رسید.